# Poczta sterowcowa

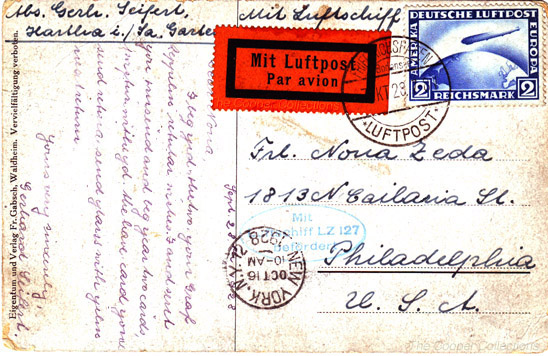
Kartka pocztowa wysłana z Niemiec do Stanów Zjednoczonych inauguracyjnym lotem sterowca Graf Zeppelin (1928)

Poczta sterowcowa (także poczta zeppelinowa) – rodzaj poczty lotniczej wykorzystującej do transportu przesyłek sterowce.
Pierwsze loty pocztowe miały miejsce w 1908 roku w Niemczech. Początkowo o charakterze prywatnym, od 1912 roku oficjalnym, urzędowym. Na pokładach znajdowały się urzędy pocztowe odprawiające przesyłki. Od 1928 r. rozpoczęły się regularne loty sterowców niemieckich do Ameryki Północnej i Południowej ("Graf Zeppelin", od 1936 roku również "Hindenburg"). Na podstawie umów korzystały z poczty sterowcowej 43 państwa. W 1937 roku, po katastrofie sterowca "Hindenburg", przesyłania w ten sposób przesyłek zaprzestano. Po II wojnie światowej znowu zaczęto używać sterowców, ale tylko do zadań reklamowych różnych poczt.
Poczta sterowcowa używała specjalnych znaczków sterowcowych i stempli.